# Anton Rittel
Anton Rittel (* 1967 in Augsburg) ist ein deutscher Politiker (Freie Wähler). Er ist seit dem 30. Oktober 2023 Abgeordneter im Bayerischen Landtag.

## Lebenslauf
Rittel ist selbstständiger Schmiedemeister.  

## Politik
Er ist Mitglied des Gemeinderates seines Heimatortes Adelsried und Kreisrat im Landkreis Augsburg. 
Bei der Landtagswahl in Bayern am 8. Oktober 2023 erreichte er als Direktkandidat im Stimmkreis Augsburg-Land-Süd mit 15,5 % die drittmeisten Stimmen. Im Wahlkreis Schwaben erzielte er das sechstbeste Ergebnis seiner Partei und damit das letzte auf sie entfallende Mandat.

## Ehrenämter
Rittel ist 1. Vorsitzender der Freien Wähler im Landkreis Augsburg. Vorsitzender der Freien Wähler Adelsried ist er seit November 2022.